# Volta a Cataluña 2020
La 100.ª edición de la competición ciclista Volta a Cataluña fue una carrera de ciclismo en ruta por etapas que se celebraría entre el 23 y el 29 de marzo de 2020 en Cataluña con inicio en la ciudad de Calella y final en la ciudad de Barcelona. 
Sin embargo, debido a la pandemia de COVID-19, donde España ha confirmado más de 3.000 casos de la enfermedad en su territorio, la carrera fue cancelada.
La carrera haría parte del UCI WorldTour 2020, calendario ciclístico de máximo nivel mundial, donde era la novena carrera de dicho circuito.

## Recorrido
| Etapa     | Fecha     | Recorrido                                 | type                    | Distancia (km) | Ganador | Líder |
| --------- | --------- | ----------------------------------------- | ----------------------- | -------------- | ------- | ----- |
| 1.ª etapa | 23 de mar | Calella – Calella                         | etapa de media montaña  | 177,5          |         |       |
| 2.ª etapa | 24 de mar | Bañolas – Bañolas                         | contrarreloj individual | 21,1           |         |       |
| 3.ª etapa | 25 de mar | Canal Olímpico de Cataluña – Vallter 2000 | etapa de montaña        | 187,3          |         |       |
| 4.ª etapa | 26 de mar | Ripoll – Port Ainé                        | etapa de montaña        | 167,4          |         |       |
| 5.ª etapa | 27 de mar | Puebla de Segur – Manresa                 | etapa de media montaña  | 189,4          |         |       |
| 6.ª etapa | 28 de mar | Tarragona – Mataró                        | etapa llana             | 193,9          |         |       |
| 7.ª etapa | 29 de mar | Barcelona – Barcelona                     | etapa de media montaña  | 134,7          |         |       |

## Desarrollo de la carrera

### 1.ª etapa
| Calella - Calella | etapa de media montaña | (177,5 km) |

| \| Clasificación de la etapa \| Clasificación de la etapa \| Clasificación de la etapa \| Clasificación de la etapa \| Clasificación de la etapa \| \| Ciclista \| Ciclista \| Equipo \| Tiempo \| \| \| ------------------------- \| ------------------------- \| ------------------------- \| ------------------------- \| ------------------------- \| |          |        |        |
| |          |        |        |
| Fuente: ProCyclingStats |          |        |        |
| Clasificación de la etapa |          |        |        |
| Ciclista | Ciclista | Equipo | Tiempo |

| \| Clasificación general \| Clasificación general \| Clasificación general \| Clasificación general \| Clasificación general \| \| Ciclista \| Ciclista \| Equipo \| Tiempo \| \| \| --------------------- \| --------------------- \| --------------------- \| --------------------- \| --------------------- \| |          |        |        |
| |          |        |        |
| Fuente: ProCyclingStats |          |        |        |
| Clasificación general |          |        |        |
| Ciclista | Ciclista | Equipo | Tiempo |

### 2.ª etapa
| Bañolas - Bañolas | contrarreloj individual | (21,1 km) |

| \| Clasificación de la etapa \| Clasificación de la etapa \| Clasificación de la etapa \| Clasificación de la etapa \| Clasificación de la etapa \| \| Ciclista \| Ciclista \| Equipo \| Tiempo \| \| \| ------------------------- \| ------------------------- \| ------------------------- \| ------------------------- \| ------------------------- \| |          |        |        |
| |          |        |        |
| Fuente: ProCyclingStats |          |        |        |
| Clasificación de la etapa |          |        |        |
| Ciclista | Ciclista | Equipo | Tiempo |

| \| Clasificación general \| Clasificación general \| Clasificación general \| Clasificación general \| Clasificación general \| \| Ciclista \| Ciclista \| Equipo \| Tiempo \| \| \| --------------------- \| --------------------- \| --------------------- \| --------------------- \| --------------------- \| |          |        |        |
| |          |        |        |
| Fuente: ProCyclingStats |          |        |        |
| Clasificación general |          |        |        |
| Ciclista | Ciclista | Equipo | Tiempo |

### 3.ª etapa
| Canal Olímpico de Cataluña - Vallter 2000 | etapa de montaña | (187,3 km) |

| \| Clasificación de la etapa \| Clasificación de la etapa \| Clasificación de la etapa \| Clasificación de la etapa \| Clasificación de la etapa \| \| Ciclista \| Ciclista \| Equipo \| Tiempo \| \| \| ------------------------- \| ------------------------- \| ------------------------- \| ------------------------- \| ------------------------- \| |          |        |        |
| |          |        |        |
| Fuente: ProCyclingStats |          |        |        |
| Clasificación de la etapa |          |        |        |
| Ciclista | Ciclista | Equipo | Tiempo |

| \| Clasificación general \| Clasificación general \| Clasificación general \| Clasificación general \| Clasificación general \| \| Ciclista \| Ciclista \| Equipo \| Tiempo \| \| \| --------------------- \| --------------------- \| --------------------- \| --------------------- \| --------------------- \| |          |        |        |
| |          |        |        |
| Fuente: ProCyclingStats |          |        |        |
| Clasificación general |          |        |        |
| Ciclista | Ciclista | Equipo | Tiempo |

### 4.ª etapa
| Ripoll - Port Ainé | etapa de montaña | (167,4 km) |

| \| Clasificación de la etapa \| Clasificación de la etapa \| Clasificación de la etapa \| Clasificación de la etapa \| Clasificación de la etapa \| \| Ciclista \| Ciclista \| Equipo \| Tiempo \| \| \| ------------------------- \| ------------------------- \| ------------------------- \| ------------------------- \| ------------------------- \| |          |        |        |
| |          |        |        |
| Fuente: ProCyclingStats |          |        |        |
| Clasificación de la etapa |          |        |        |
| Ciclista | Ciclista | Equipo | Tiempo |

| \| Clasificación general \| Clasificación general \| Clasificación general \| Clasificación general \| Clasificación general \| \| Ciclista \| Ciclista \| Equipo \| Tiempo \| \| \| --------------------- \| --------------------- \| --------------------- \| --------------------- \| --------------------- \| |          |        |        |
| |          |        |        |
| Fuente: ProCyclingStats |          |        |        |
| Clasificación general |          |        |        |
| Ciclista | Ciclista | Equipo | Tiempo |

### 5.ª etapa
| Puebla de Segur - Manresa | etapa de media montaña | (189,4 km) |

| \| Clasificación de la etapa \| Clasificación de la etapa \| Clasificación de la etapa \| Clasificación de la etapa \| Clasificación de la etapa \| \| Ciclista \| Ciclista \| Equipo \| Tiempo \| \| \| ------------------------- \| ------------------------- \| ------------------------- \| ------------------------- \| ------------------------- \| |          |        |        |
| |          |        |        |
| Fuente: ProCyclingStats |          |        |        |
| Clasificación de la etapa |          |        |        |
| Ciclista | Ciclista | Equipo | Tiempo |

| \| Clasificación general \| Clasificación general \| Clasificación general \| Clasificación general \| Clasificación general \| \| Ciclista \| Ciclista \| Equipo \| Tiempo \| \| \| --------------------- \| --------------------- \| --------------------- \| --------------------- \| --------------------- \| |          |        |        |
| |          |        |        |
| Fuente: ProCyclingStats |          |        |        |
| Clasificación general |          |        |        |
| Ciclista | Ciclista | Equipo | Tiempo |

### 6.ª etapa
| Tarragona - Mataró | etapa llana | (193,9 km) |

| \| Clasificación de la etapa \| Clasificación de la etapa \| Clasificación de la etapa \| Clasificación de la etapa \| Clasificación de la etapa \| \| Ciclista \| Ciclista \| Equipo \| Tiempo \| \| \| ------------------------- \| ------------------------- \| ------------------------- \| ------------------------- \| ------------------------- \| |          |        |        |
| |          |        |        |
| Fuente: ProCyclingStats |          |        |        |
| Clasificación de la etapa |          |        |        |
| Ciclista | Ciclista | Equipo | Tiempo |

| \| Clasificación general \| Clasificación general \| Clasificación general \| Clasificación general \| Clasificación general \| \| Ciclista \| Ciclista \| Equipo \| Tiempo \| \| \| --------------------- \| --------------------- \| --------------------- \| --------------------- \| --------------------- \| |          |        |        |
| |          |        |        |
| Fuente: ProCyclingStats |          |        |        |
| Clasificación general |          |        |        |
| Ciclista | Ciclista | Equipo | Tiempo |

### 7.ª etapa
| Barcelona - Barcelona | etapa de media montaña | (134,7 km) |

| \| Clasificación de la etapa \| Clasificación de la etapa \| Clasificación de la etapa \| Clasificación de la etapa \| Clasificación de la etapa \| \| Ciclista \| Ciclista \| Equipo \| Tiempo \| \| \| ------------------------- \| ------------------------- \| ------------------------- \| ------------------------- \| ------------------------- \| |          |        |        |
| |          |        |        |
| Fuente: ProCyclingStats |          |        |        |
| Clasificación de la etapa |          |        |        |
| Ciclista | Ciclista | Equipo | Tiempo |

## Clasificaciones finales
- Las clasificaciones finalizaron de la siguiente forma:[3]

### Clasificación general
| \| Clasificación general \| Clasificación general \| Clasificación general \| Clasificación general \| Clasificación general \| \| Ciclista \| Ciclista \| Equipo \| Tiempo \| \| \| --------------------- \| --------------------- \| --------------------- \| --------------------- \| --------------------- \| |          |        |        |
| |          |        |        |
| Fuente: ProCyclingStats |          |        |        |
| Clasificación general |          |        |        |
| Ciclista | Ciclista | Equipo | Tiempo |

### Clasificación de la montaña
| Clasificación de la montaña | Clasificación de la montaña | Clasificación de la montaña | Clasificación de la montaña | Clasificación de la montaña |
| Ciclista                    | Ciclista                    | Equipo                      | Puntos                      |                             |
| --------------------------- | --------------------------- | --------------------------- | --------------------------- | --------------------------- |

### Clasificación de los sprints (metas volantes)
| Clasificación por puntos | Clasificación por puntos | Clasificación por puntos | Clasificación por puntos | Clasificación por puntos |
| Ciclista                 | Ciclista                 | Equipo                   | Puntos                   |                          |
| ------------------------ | ------------------------ | ------------------------ | ------------------------ | ------------------------ |

### Clasificación de los jóvenes
| Clasificación del mejor joven | Clasificación del mejor joven | Clasificación del mejor joven | Clasificación del mejor joven | Clasificación del mejor joven |
| Ciclista                      | Ciclista                      | Equipo                        | Tiempo                        |                               |
| ----------------------------- | ----------------------------- | ----------------------------- | ----------------------------- | ----------------------------- |

### Clasificación por equipos
| Clasificación por equipos | Clasificación por equipos | Clasificación por equipos | Clasificación por equipos |
| Equipo                    | Equipo                    | Tiempo                    |                           |
| ------------------------- | ------------------------- | ------------------------- | ------------------------- |

## Evolución de las clasificaciones
| Etapa                   | Vencedor | Clasificación general | Clasificación de la montaña | Clasificación de los sprints | Clasificación de los jóvenes | Clasificación por equipos |
| ----------------------- | -------- | --------------------- | --------------------------- | ---------------------------- | ---------------------------- | ------------------------- |
| 1.ª                     |          |                       |                             |                              |                              |                           |
| 2.ª                     |          |                       |                             |                              |                              |                           |
| 3.ª                     |          |                       |                             |                              |                              |                           |
| 4.ª                     |          |                       |                             |                              |                              |                           |
| 5.ª                     |          |                       |                             |                              |                              |                           |
| 6.ª                     |          |                       |                             |                              |                              |                           |
| 7.ª                     |          |                       |                             |                              |                              |                           |
| Clasificaciones finales |          |                       |                             |                              |                              |                           |

## Ciclistas participantes y posiciones finales
Convenciones:
- AB-N: Abandono en la etapa "N"
- FLT-N: Retiro por llegada fuera del límite de tiempo en la etapa "N"
- NTS-N: No tomó la salida para la etapa "N"
- DES-N: Descalificado o expulsado en la etapa "N"

## UCI World Ranking
La Volta a Cataluña otorgó puntos para el UCI World Ranking para corredores de los equipos en las categorías UCI WorldTeam, Profesional Continental y Equipos Continentales.  Las siguientes tablas son el baremo de puntuación y los corredores que obtuvieron puntos:
| Posición              | 1.º | 2.º | 3.º | 4.º | 5.º | 6.º | 7.º | 8.º | 9.º | 10.º | 11.º | 12.º | 13.º | 14.º | 15.º | 16.º-20.º | 21.º-30.º | 31.º-50.º | 51.º-55.º | 56.º-60.º |
| Clasificación general | 400 | 320 | 260 | 220 | 180 | 140 | 120 | 100 | 80  | 68   | 56   | 48   | 40   | 32   | 28   | 24        | 16        | 8         | 4         | 2         |
| Por etapa             | 50  | 20  | 8   |     |     |     |     |     |     |      |      |      |      |      |      |           |           |           |           |           |
| Líder                 | 8   |     |     |     |     |     |     |     |     |      |      |      |      |      |      |           |           |           |           |           |

| Clasificación |              |        |         |       |       |       |
| Posición      | Ciclista     | Equipo | General | Etapa | Líder | Total |
| ------------- | ------------ | ------ | ------- | ----- | ----- | ----- |
| 1.º           | Bandera de ? |        | 400     |       |       |       |
| 2.º           | Bandera de ? |        | 320     |       |       |       |
| 3.º           | Bandera de ? |        | 260     |       |       |       |
| 4.º           | Bandera de ? |        | 220     |       |       |       |
| 5.º           | Bandera de ? |        | 180     |       |       |       |
| 6.º           | Bandera de ? |        | 140     |       |       |       |
| 7.º           | Bandera de ? |        | 120     |       |       |       |
| 8.º           | Bandera de ? |        | 100     |       |       |       |
| 9.º           | Bandera de ? |        | 80      |       |       |       |
| 10.º          | Bandera de ? |        | 68      |       |       |       |